# Matriarcat basque
L'hypothèse du  matriarcat basque ou théorie du matriarcat basque est une proposition théorique émise par le philosophe espagnol Andrés Ortiz-Osés, soutenant l'existence d'une structure psycho-sociale centrée ou focalisée dans ce qui est l'archétype matriarcal-féminin (Mère/Femme, lequel trouve dans cet archétype de la Grande Mère basque le Mari comme projection de la Mère Terre/Nature) qu'elle imprègne, cohésionne et unit le groupe social traditionnel basque d'une manière différente en ce qui concerne les peuples indo-européens patriarcaux, selon les termes d'Andres Ortiz-Osés,. Il s'agirait d'une structure qui, bien qu'elle rende compte de phénomènes significatifs, n'apparaît pas elle-même à simple vue ; mais dans un transfond anthropologique profond. En accord avec Bachofen le terme infrastructure psycho-sociale pourrait aussi être utilisé pour caractériser la structure matriarcale, qui n'est pas une chose donnée, mais une attitude selon la théorique citée.

## Sous-structures profondes compliquées

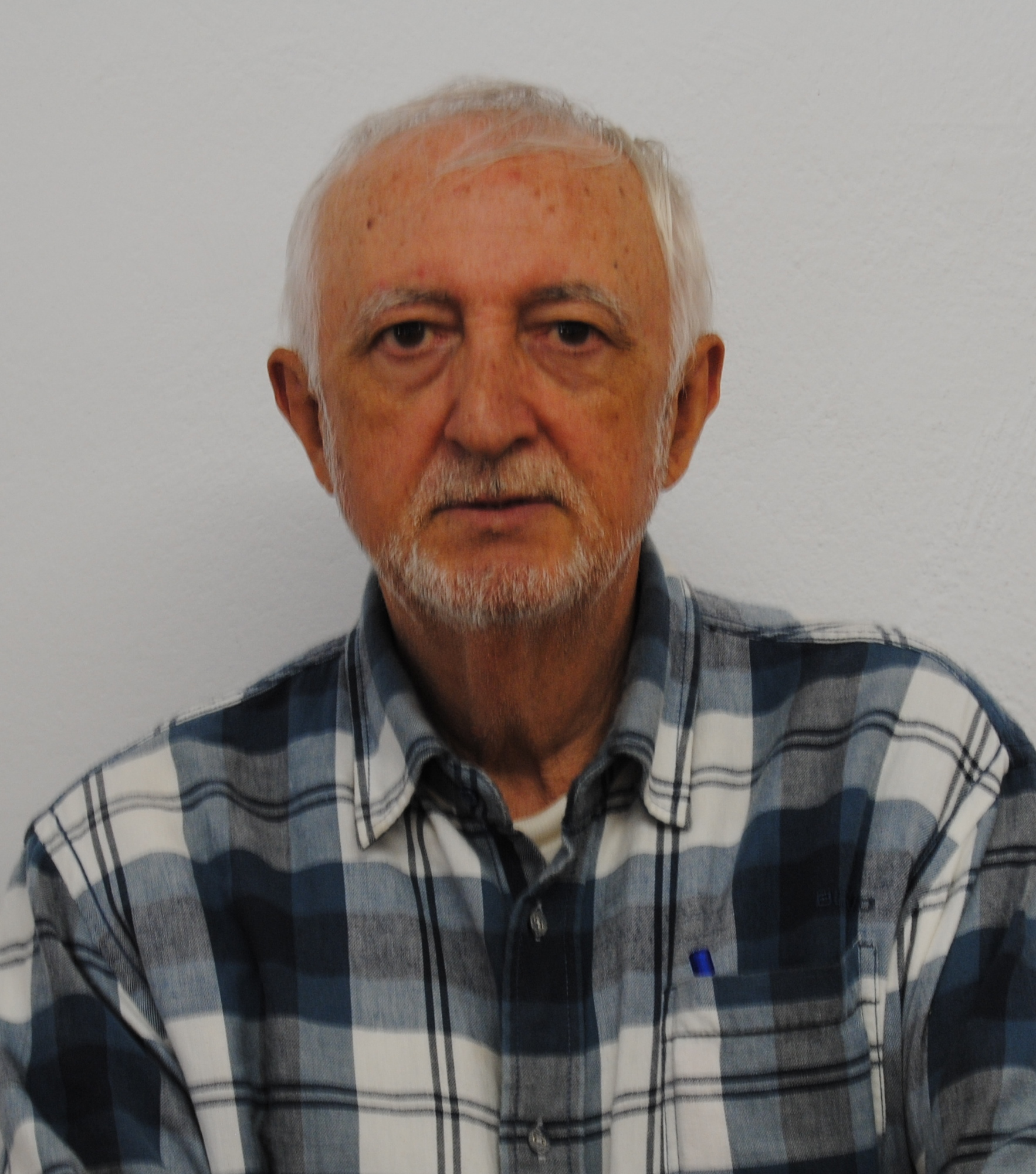
Andrés Ortiz-Osés, étudiant du matriarcat basque.

Selon Andres Ortiz-Osés la typologie matriarcale basque impliquerait la complication des sous-structures suivantes :
1. Sous-structure psychomythique : la société et la mythologie tourne autour de la Grande Mère, tandis que celle-ci est représentée comme Mari dans la maison comme la mère-femme ou etxekoandre. Ainsi nous le rappelle José Miguel Barandiarán : 
Etxekoandre, etxekoandere: « Es el principal ministro del culto doméstico. Ella practica, en efecto los actos cultuales, como ofrecer luces y comestibles a los difuntos de su casa, bendecir a los miembros de su familia una vez al año, adoctrinar a todos en el deber de mantenerse en comunión con sus antepasados (...) »[3] 
Etxekoandre, etxekoandere : « Elle est le principal ministre du culte domestique. Elle pratique, en effet les actes cultuels, comme offrir des lumières et des produits alimentaires aux défunts de sa maison, de bénir les membres de sa famille une fois par an, endoctriner à tous dans le devoir de maintenir en communion avec ses ancêtres (...) »
2. Sous-structure sociale : l'héritage et la parenté sont transmis par la ligne féminine. Selon Julio Caro Baroja, cela serait dû au rôle de la femme comme collecteur des aliments dans le Paléolithique ou l'agriculture de la houe dans le Néolithique[4] ;
3. Sous-structure symbolique-linguistique : la réalité est articulée comme flux ou devenir de l'énergie féminine adur[5], que conjurent les sorginak, face à la considération statique de la réalité comme être patriarcal. Le langage lui-même offre dans son interprétation primitive de la réalité une marque d'assignation de ce qui est matriarcal féminin, le suffixe connu -ba ;
4. Sous-structure animiste : un grand attachement à la mère, dépendance « orale » (cfr. txokos), fratries ou jumelages, la religion avec un sens enveloppant ou totalisant du cosmos et de l'existence ou izatea, érotisme diffus, pré-puissance des stratagèmes féminins magiques, autoritarisme maternel, etc. En accord avec la terminologie de G.R. Taylor dans Sex in History on pourrait parler d'un « matrisme » communautariste-spontanéiste face à un « patrisme » individualisateur-culpabilisant. Ceci serait reflété dans les akelarres et le communautarisme ou le groupalisme dans le collectivisme agricole survivant encore dans des lieux comme la vallée du Baztan ou dans le communautarisme statutaire (foral).

## La femme comme sacerdotisée

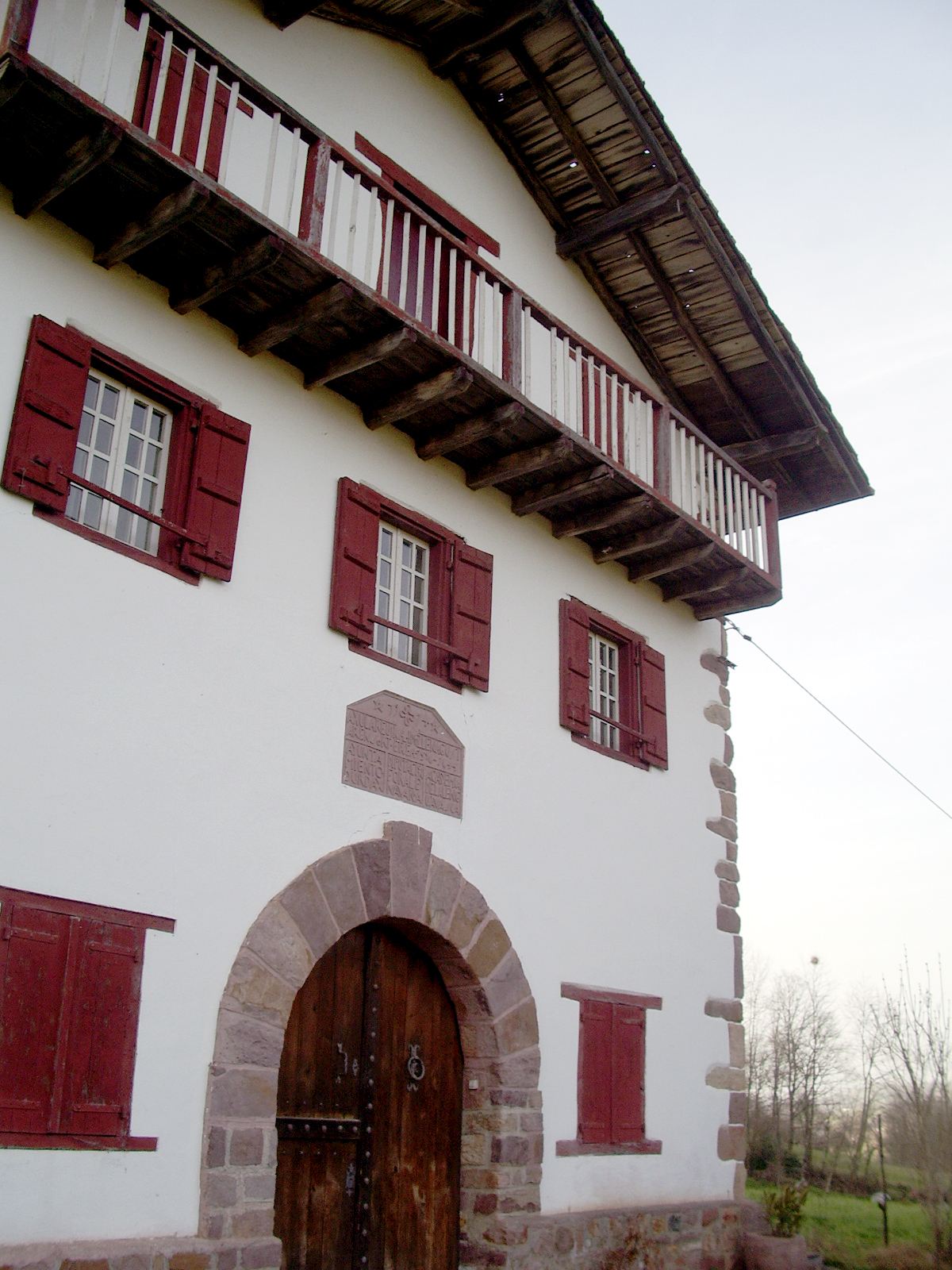
Ferme basque, foyer de la famille et d'où est la Dame (Etxekoandre).

L’etxekoandre ou la Dame de la maison est celle qui représente la maison, présidant ainsi les actes et les cérémonies sacrées comme la sépulture. Lorsqu'il n'y a aucune femme de la famille qui puisse assister à de tels actes elle est remplacée par l’andereserora (Dame soror en basque), qui est comme sacerdote du voisinage, celle qui représente les etxekoandre ou les ministres du culte domestique. Barandiarán jugeait que ceci avait contribué à élever le respect et la considération dans laquelle était tenue la femme, c'est pourquoi dans de nombreuses occasions, elle était et est instituée héritière de la maison de préférence à ses frères, par exemple dans le temps foraux, situation contraire au droit féodal, d'origine germanique. L'importance de la femme dans le sacerdoce païen se voit au travers des rites qui sont encore conservés dans des lieux comme Urdiain (Navarre), où lors des deux solstices les femmes parcourent le village en formant des cercles autour des feux et en chantant des couplets à l'Eguzki Amandrea (Grand-mère Soleil).
La considération que les anciens basques ont eu envers la femme a influencé le rôle fondamental qu'elle a tenu dans les différents aspects de la vie familiale. Alors que le mari sortait de la maison à cause des exigences de la vie transhumante, de marin ou de pêcheur elle était celle qui dirigeait les fonctions du culte domestique, élevant sa dignité et son prestige et, à son tour, favorisant la situation sociale et politique de la femme.
Andres Ortiz-Osés défendait du point de vue de l'anthropologie symbolique basque que l’Etxe basque, comme maison ou ferme, reconstituait la grotte de la Déesse Mari, et dont la représentation était l'Etxekoandre ou la Dame de la maison. L'etxe basque est radicalement, élémentairement et absolument matriarcale-féminine selon le professeur d'herméneutique cité, parce qu'il est à la fois le temps et l'espace de communion des vivants et des morts, demeure et sépulture, temple et cimetière et lieu de vie (procréation et naissance) et décès (décès, enterrement et commémoration).

## Mari, la déesse mère

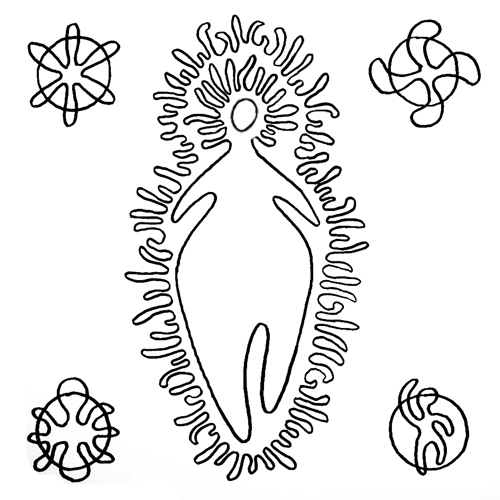
Représentation de Mari, la déesse Mère.

Mari est la déesse principale de la mythologie basque, et parmi les primitives déesses-mères européennes, la seule qui soit arrivée jusqu'à nos jours Elle est le personnage mythique le plus significatif des traditions basques, étant la Dame de tous les génies telluriques et la mère d'Atarrabi et de Mikelats, deux divinités ou génies, le premier signe du bien moral et le deuxième du signe contraire, le mal. Cette déesse est par conséquent neutre, symbolisant l'équilibre des adversaires propre de la mère terre ou Amalur.
Ainsi le justifie Franz-Karl Mayr :
« La figura mítica de Andra Mari, personificación de la Magna Terra (Ama Lur) y sus energías vitales, ofrece rasgos perentorios y reflejos quebrados de la vieja diosa Madre paleolítica y su culto. (...)< »
« La figure mythique d'Andra Mari, personnification de la Grande Terra (Ama Lur) et ses énergies vitales, offre des caractéristiques péremptoires et des fractions réfléchies de la vieille déesse Mère paléolithique et son culte. (...) »
Ce philosophe a défendu que le transfond archétype de la mythologie basque devait s'inscrire dans le contexte d'un Paléolithique dominé par la Grande Mère, où le cycle de Mari et ses métamorphoses offrent toute une légende typique du contexte matriarcal-naturaliste. En accord avec cet archétype de la Grande Mère, celle-ci a habituellement été en rapport avec les cultes de fertilité, comme dans le cas de Mari, celle qui est déterminante pour la fertilité-fécondité, celle qui emmène la pluie ou la grêle (mauvais temps), celle dont les forces telluriques dépendent les récoltes, dans l'espace et le temps, la vie et la mort, la chance (tolérance) et le malheur.
Ainsi l'expliquent Andres Ortiz-Osés et Franz-Karl Mayr :
" « (...) Mari no es sino la proyección mítica de una experiencia primigenia: la experiencia de la vida vivida bajo el misterio del embarazo femenino, de la alimentación y cocción femeninas, de la magia curativa de la mujer, del hogar como centro de la casa. Mari no solamente es la epifanía de Ama Lur (la Madre Tierra/Naturaleza y sus fuerzas personificadas) sino que representa el ordo natural, cuyas redes teje y desteje, en devanedera de oro, en las astas de su carnero. A esta Divinidad máxima vasca se le ofrenda simbólicamente el carnero, animal sagrado por excelencia, cargado de valores curativos y mágicos. (...) Mari representa el arquetipo matriarcal predominante en el Paleolítico », (...)
« (...) Mari n'est que la projection mythique d'une expérience primitive : l'expérience de la vie vécue sous le mystère de la grossesse féminine, l'alimentation et la cuisson féminines, de la magie curative de la femme, de la maison comme centre de la maison. Mari non seulement est l'Épiphanie de Ama Lur (la Mère Terre/Nature et ses forces personnifiées) mais représente l'ordre naturel, dont les réseaux font et défont, dans devanedera d'or, dans les fouines de son mouton. À cette Divinité maximale basque se fait l'offrande symbolique du mouton, animal sacré par excellence, chargé de valeurs curatives et magiques. (...) Mari représente l'archétype matriarcal prédominant dans le Paléolithique (...) »
« La Gran Diosa Vasca Mari es claramente el símbolo de la Vida, la Naturaleza y sus fuerzas telúricas, pero es además la diosa madre de todos los diosecillos, númenes, genios y fuerzas personificadas, preminentemente femeninas. »
« La Grande Déesse basque Mari est clairement le symbole de la Vie, la Nature et ses forces telluriques, mais des génies est en outre la déesse mère de tout le ? diosecillos ?, Numens, et des forces personnifiées, principalement féminines. »

## Mythes cosmogoniques
« En las primitivas mitologías matriarcales, el día es hijo de la noche, el sol de la tierra, la claridad de la oscuridad caótica omnipariente. »

— Andrés Ortiz-Osés

Cette conception matriarcale mythique correspond à la conception propre des basques et basquaises (terme impropre pour désigner les femmes basques, on dit basque dans les deux cas), clairement reflétée dans sa mythologie. La Terre, est mère du Soleil et de la Lune, face aux conceptions patriarcalistes indo-européennes, où le soleil est reflété comme un Dieu, numen ou esprit masculin. À ces deux sœurs on consacrait les prières et les salutations à la tombée du jour, quand elles retournaient au sein de la Terre Mère, au-delà des mers « bermejos ».
Cette conception de la Terre comme Mère, loin d'être isolée, est concrétisée dans un des mythes cosmogoniques les plus importants, le mythe d'Eguzkilorea (« fleur le soleil » en basque ou carlina acaulis). En lui les femmes et les hommes sollicitaient il y a longtemps l'aide d'Amalur (Mère Terre) pour se protéger des esprits malins qui habitaient les êtres les terrorisant, Amalur a répondu en créant deux filles, Ilargi (Lune) et Eguzki (le Soleil). Rapidement, ces esprits ont appris comment éviter la lumière de celles-ci et la Terre Mère est intervenue alors pour la dernière fois dans des affaires humaines, en faisant naître de son sein une Eguzkilorea, plante protectrice depuis lors, contre sorcières, laminak et autres mauvais esprits.

## Matriarcat, non matriarchisé

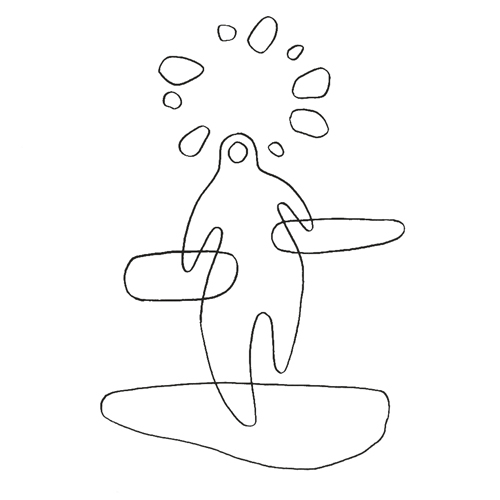
Jentil, être mythologique basque qui disparut, selon la légende, avec l'avènement du Christ (Kixmi) et de qui ont survécu Olentzero et Basajaun

Les anthropologues n'utilisent pas généralement le terme « matriarcat » car l'existence de matriarcat, dans le même sens que celui qu'on utilisera pour le patriarcat, c'est-à-dire, dans le sens d'une société dominée par la Femme ou la Mère, n'a pas été totalement démontrée. Le matriarcat impliquerait une réalité brute ou une réalité objective , tandis que le matriarcalisme est une structure psycho-sociale, qui, plus qu'une réalité objective, serait une réalité intersubjective structurée à différents niveaux comme l'herméneutique.
La structure psycho-sociale de la culture basque traditionnelle peut être définie comme matriarcale ou matriarcaliste, mais non comme matriarcat de l'avis d'Andres Ortiz-Osés, car le matriarcalisme représente un matricentrisme, une structure psycho-sociale centrée ou focalisée dans le symbole de la Mère/Femme et sa projection de la Terre Mère/Nature divinisée (comme cet archétype de la Grande Mère basque, Mari). Ce matriarcat supposerait une société où le dominion de la femme est le témoignage légal ou anthropologique jusqu'à nos jours d'une certaine manière plus ou moins directe.

## Matriarcat basque face aux autres structures psychosociales
Le matriarcat ancestral basque précédant la structure patriarcale-rationaliste et greco-romano-chrétienne, est différencié d'autres matriarcats tels que le matriarcat passif galicien étudié par Rof Carballo, pour présenter un naturalisme actif. Ceci est dû à la prépondérance de l'élément de la transformation dans l'archétype matriarcal basque (cfr. Mari se métamorphose dans des animaux, ainsi que les Basajaunak), la présence bien que secondaire et postérieure de l'archétype patriarcal symbolisé par l'invasion indo-européenne, etc.
Le « naturalisme actif basque » (toujours en terme herméneutique) est différent de la passivité matriarcale galaico ou de la passivité patriarcale indienne, qui est exprimé dans le degré zéro de la vie (ou Nirvana). Face au matriarcat basque, la volonté hispanique traditionnelle pourrait être définie comme patriarcal-magique ou patriarcat de signe irrationaliste.

## Raisons de survivances

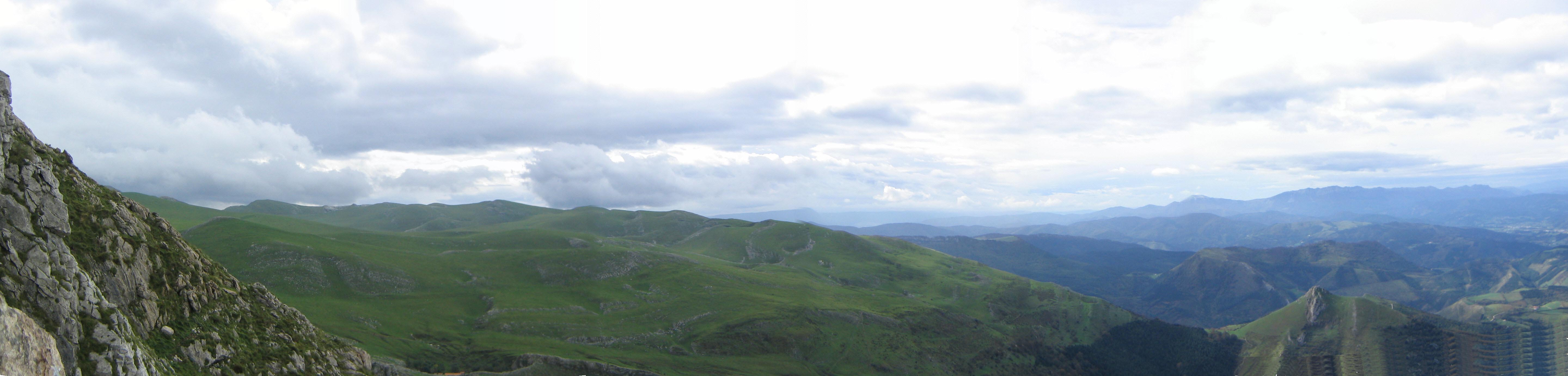
Panoramique de la Sierra d'Aralar, où en 1971 on découvrit un important ancienne colonie de gentiles à Jentilen sukaldea (cuisine des Jentils en basque).

- La situation éloignée du Pays basque par son enclave pyrénéenne, ainsi que le manque d'un développement technologique avec la superproduction conséquente, ont rendu impossible l'entrée de la Vasconie dans le contexte indo-européen de type patriarcal-rationaliste. L'importance de la femme basque est celle du collecteur dans le Paléolithique, comme l’est l’agriculture dans le Néolithique, a influencé la survivance du matriarcat basque.

- D'autre part la christianisation tardive que signalait le Père José Miguel Barandiarán dans son œuvre l'homme primitif au Pays Basque, dans ces parties éloignées des voies d'accès romaines[21], a pu surtout être la cause de la survivance de la religion basque primitive jusqu'à des stades très tardifs en comparaison avec le reste de l'Europe. Preuve de cela, les restes de sites païens dans les contreforts de l'Aralar encore dans le XIIIe siècle[22]. Il n'est donc pas étonnant que cet archétype de la déesse Mari ait survécu jusqu'à nos jours, bien que dans beaucoup de cas elle ait été démonisée par l'Église.

- Enfin, un autre point vital dans la survivance de cette structure psycho-sociale pre-indo-européenne est, comme Barandiarán le signalait, que la base de l'économie du Pays basque ait été pendant des siècles le pacage, la pêche et l'agriculture. Dans ces deux premiers cas les femmes, mères et grands-mères étaient celles qui devaient diriger la famille tandis que le mari et le père restait de longues saisons éloignés[6], de cette manière s'est perpétué jusqu'à l'entrée dans la Révolution industrielle le matriarcat basque, encore latent.

## Cadre catégoriel simplifié
Le suivant tableau categorial de « taux idéaux » weberianos ou taux idéal-réels résumerait ce qui a été dit :
| Matriarcal - Nature (= Basque)                      | Patriarcal-Rationalisme                                     |
| --------------------------------------------------- | ----------------------------------------------------------- |
| Communisme (communauté)                             | Individualisme (société)                                    |
| Naturalisme                                         | Culturalisme                                                |
| Fixation à Mère-Nature                              | Fixation au Père-Loi                                        |
| Fixation à la terre-famille-clan                    | Fixation raison-État                                        |
| Irrationalisme (magie, mythe, utopie)               | Rationalisme (le présent-donné)                             |
| Socialisme tribal (l'autochtone)                    | Universalité (égalité formelle)                             |
| Élémentarisme - non verbale                         | Abstraction - Verbale                                       |
| Religiosité                                         | Sécularisation                                              |
| Conflit d'autorité                                  | Autorité paternalisée                                       |
| L'agraire retroprogressif                           | Le progressif - Urbain                                      |
| La sensible générale-illimitée (panthéisme)         | L'idée délimitatrice                                        |
| Matériel-Puissance                                  | Forme-Acte                                                  |
| Le Destin (liberté comme nécessité)                 | La liberté formelle                                         |
| La famille                                          | Aislamiento                                                 |
| Droit naturel                                       | Droit civil                                                 |
| La coutume (for)                                    | La loi                                                      |
| Le devenir (cyclique)                               | L'être (le linéaire)                                        |
| Le verbe (dynamique)                                | Le nombre (statique)                                        |
| Le temps, la Mère, l'obscur                         | L'espace, le jour, le clair.                                |
| Confiance en Mère Nature                            | Méfiance en la vie, peur de Dieu                            |
| Le principe féminin de la vie: totalisation de sens | Principe masculin                                           |
| L'existence concrète                                | L'essence                                                   |
| L'oral-asuntivo (txokos...)                         | L'anal-agressif                                             |
| Constitution de fratries (homosexualité)            | Répression de l'homosexualité                               |
| La femme omnipotente/sorcière (ambivalence)         | La femme comme complément de l'homme                        |
| Égalité de sexe (l'homme sauvé par la femme)        | Héroïsme patriarcal (le héros chevaleresque sauve la femme) |
| Cosmomorphisme                                      | Anthropomorphisme                                           |
| L'auditif-tactile                                   | Le visuel-ascensionnel                                      |
| Sédentarité                                         | Nomadisme                                                   |
| Ritualisme (folklore, symbolisme )                  | Éthique formel (principes)                                  |
| Totémisme : dichotomies rigides bon/mal             | Flexibilité (distinction)                                   |
| Structure sociale lieuse                            | Déracinement de strates sociales                            |
| Valeurs transpersonnelles                           | Valeurs personnelle-existentielles                          |
| Identité de groupe                                  | Sans identité                                               |
| Corporatisme (société = corps)                      | Distinction yo/société                                      |
| Unitarisme (esprit/matière, Dieu/homme)             | Séparation (esprit/matière, Dieu/homme)                     |
| Catholicisme (l'Église-Corporation)                 | Protestantisme (rationalisation)                            |